# Donald R. Davis (Wirtschaftswissenschaftler)
Donald Ray Davis (* 1956) ist ein US-amerikanischer Wirtschaftswissenschaftler und Hochschullehrer.

## Werdegang, Forschung und Lehre
Davis studierte zunächst an der University of California, Berkeley, die er 1981 mit dem akademischen Grad eines Bachelors of Arts in Philosophie verließ. 1989 graduierte er als Master of Arts in Wirtschaftswissenschaften an der Columbia University, an der er 1992 mit einem Ph.D. sein Studium abschloss.
Nach seinem Studium wechselte Davis 1992 an die Harvard University. Zunächst war er dort Assistant Professor, ab 1996 war er Associate Professor an der Lehranstalt. 1999 wechselte er an die Columbia University, wo er 2007 den Kathryn-and-Shelby-Cullom-Davis-Lehrstuhl übernahm.
Davis Themenschwerpunkte liegen im Bereich des internationalen Handels, Wirtschaftsgeographie, Stadtökonomik und Wirtschaftsentwicklung in einer offenen Volkswirtschaft. Besondere Bekanntheit erlangte er insbesondere gemeinsam mit David Weinstein mit Veröffentlichungen zur Außenhandelstheorie. Mit dem von ihnen entwickelten Heckscher-Ohlin-Ricardo-Modell, eine Erweiterung des Ricardo- und Heckscher-Ohlin-Modells, das intraindustriellen Handel berücksichtigt, zeigen sie, dass nicht nur wie im Krugmann-Modell von Paul Krugman wachsende Renditen Außenhandel hervorbringen, sondern auch konstante Renditen. Das Modell erklärt, dass schon Länder mit identischen Produktionsfaktoren aufgrund unterschiedlicher Technologien Handel treiben, da dies Spezialisierung und somit Handel vorantreibt.